# .fr
‎.fr‏ دامنه اینترنتی اختصاص داده شده به فرانسه است.